# Кодрињано (Болоња)
Кодрињано (итал. Codrignano) је насеље у Италији у округу Болоња, региону Емилија-Ромања.
Према процени из 2011. у насељу је живело 377 становника. Насеље се налази на надморској висини од 93 м.